# Jerônimo de Sousa Queirós
Jerônimo de Sousa Queirós ou possivelmente Jerônimo de Sousa Lobo Queirós (Vila Rica, 1798-1828) foi um compositor mineiro e brasileiro, último integrante músico de destaque da Família Sousa Lobo.  

## Dados conhecidos
Filho de pais desconhecidos e identificado como "pardo", Jerônimo de Sousa Queirós foi exposto em 1798 na casa de Jerônimo de Sousa Lobo Lisboa, sendo adotado por ele e sua esposa Ana Maria de Queirós, e deles recebendo o nome pelo qual é conhecido. Viveu na Rua Direita da freguesia do Pilar e na Rua Direita da freguesia de Antônio Dias, falecendo em 1828. Por ter ingressado na Família Sousa Lobo, cuja atividade principal era a música, aprendeu o ofício e atuou como organista, afinador e compositor, exercendo também as atividades de professor de desenho e de história. Seu pai adotivo foi Jerônimo de Sousa Lobo Lisboa, porém ainda não é possível saber se esse foi indivíduo diferente de Jerônimo de Sousa Lobo nascido em Vila Rica em 1717, que iniciou sua atuação musical na Irmandade de Nossa Senhora do Pilar de Vila Rica em 1746. Francisco Curt Lange acreditava que Jerônimo de Sousa Lobo Lisboa era filho de Jerônimo de Sousa Lobo, porém as relações de parentesco dos integrantes da Família Sousa Lobo não foram ainda totalmente esclarecidas. Na ortografia do século XIX seu nome aparece na forma "Jeronimo de Souza Queiroz".

## Homônimo
Existe um outro compositor brasileiro de nome Jerônimo de Sousa Queirós (1857-1936), filho de Bernardino de Sousa Queirós (músico e professor do Conservatório de Música do Rio de Janeiro entre 1854-1858) e neto do compositor Bernardo José de Sousa Queirós (1765-1837), autor das óperas Zaíra e O Juramento dos Numes. Não existem conexões próximas desse grupo com a Família Sousa Lobo que se estabeleceu em Vila Rica. De acordo com André Cardoso: "Esse Jerônimo carioca teve parte de sua formação musical na Europa e participou do concurso promovido pelo primeiro governo republicano para a escolha do novo Hino Nacional, ficando em terceiro lugar. Era pianista e compositor, autor, entre outras obras, de uma Tarantela para piano e orquestra, e foi nomeado professor do Instituto Nacional de Musica em 1918. Foi também um dos sócios fundadores do Clube Beethoven."

## Autoria das composições
Os músicos integrantes da Família Sousa Lobo são genericamente identificados nas fontes musicais mineiras, na ortografia do século XIX, como "Jeronimo/Jeronymo de Souza Lobo" ou simplesmente como "Jeronimo/Jeronymo de Souza", não havendo informações suficientes para se estabelecer quais deles foram seguramente compositores além de Jerônimo de Sousa Queirós, que deixou autógrafa a Missa e Credo a quatro vozes com acompanhamento de órgão pelo Senhor Jerônimo de Sousa Queirós em 1826 (Coleção Curt Lange do Museu da Inconfidência de Ouro Preto, código 206).
Atualmente são conhecidas 26 fontes musicais copiadas nos séculos XIX e XX relacionadas à Família Sousa Lobo (das quais apenas 18 possuem todas as parte vocais e instrumentais), que podem ter sido todas compostas por Jerônimo de Sousa Queirós, mas também por Jerônimo de Sousa Lobo ou Jerônimo de Sousa Lobo Lisboa, se é que estes foram dois músicos distintos. Somente em alguns casos está explícito nas fontes musicais o sobrenome Queirós, como nos Ofícios da Semana Santa (Museu da Música de Mariana, CDO.06.001 C01), no qual as obras são identificadas como Composição de Jerônimo de Sousa Queirós e propriedade de Antonio Luís de Magalhães Musqueira. De acordo com André Cardoso, qualquer tentativa de atribuição de autoria, "no atual estágio de pesquisa sobre os compositores, é de difícil sustentação e deve ser encarada com reservas".

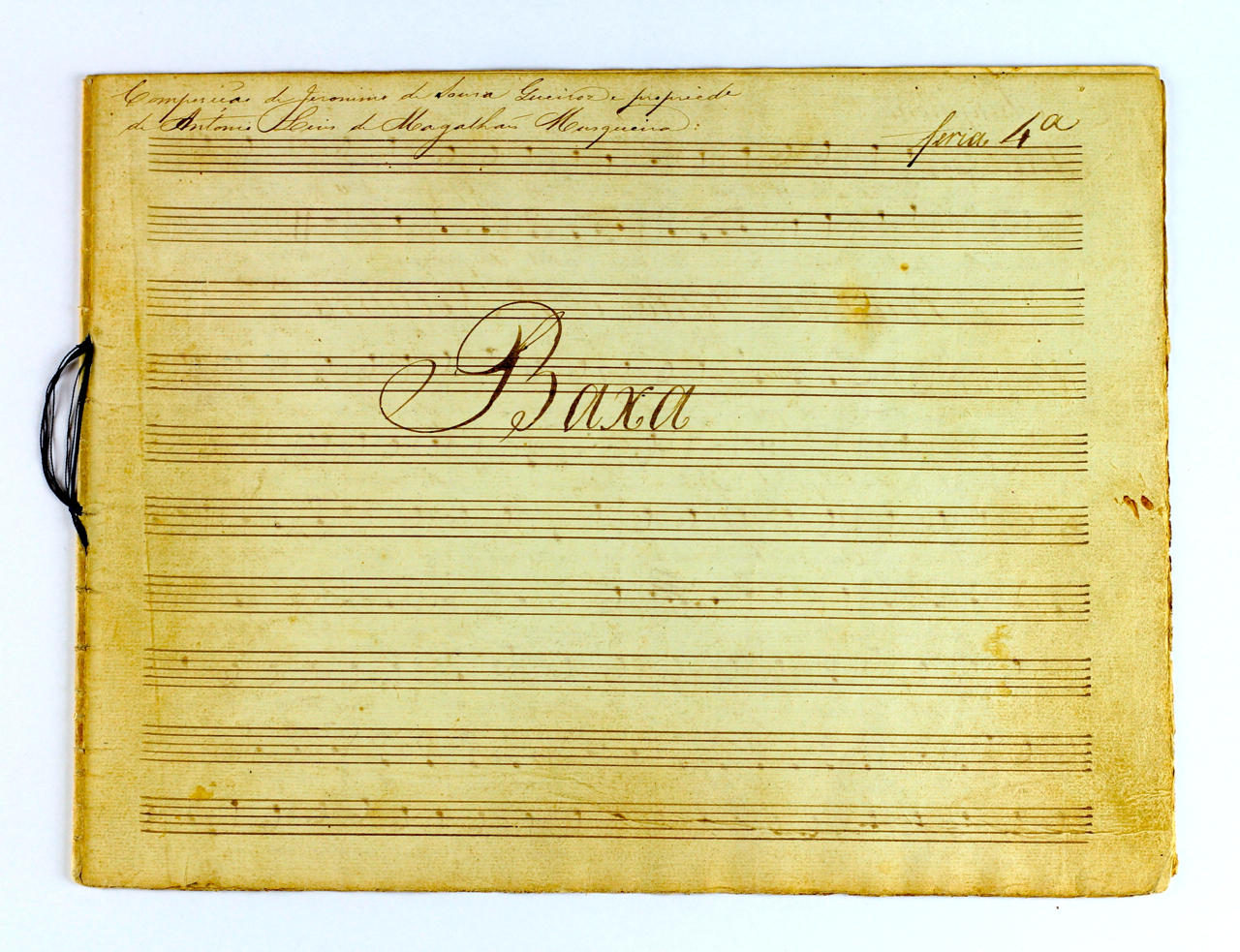
Página de rosto da parte de baixo vocal das Matinas de Quinta-feira Santa de Jerônimo de Sousa Queirós.

A própria memória oral confundiu os integrantes da família Sousa Lobo, como foi o caso de Carlos José dos Santos que, em 1929, publicou interessante notícia sobre os cientistas, literatos e artistas ouropretanos dos séculos XVIII e XIX, afirmando: “Ouro Preto foi um dos mais notaveis centros intelectuais do Brasil e, pode-se dizer, sem exageração, da América do Sul, quando na última metade do século XVIII e no XIX, reuniam-se aqui, em grande número, cientistas e literatos de escol; [...] os músicos Tristão Ferreira, Jerônimo de Souza, o suave compositor dos Ofícios da Semana Santa, o Ferreirinha, o padre João de Deus e tantos e tantos outros artistas, de quem apenas resta uma vaga reminiscência, que em pouco se apagará.” Como informado, os Ofícios [Matinas] da Semana Santa existem no Museu da Música de Mariana com explícita indicação de autoria de Jerônimo de Sousa Queirós.
As Matinas de Quinta-feira Santa de Jerônimo de Sousa Queirós foram impressas na série e Acervo da Música Brasileira, enquanto composições de autores indicados nas fontes musicais como "Jerônimo de Sousa" foram impressas nas coleções Música Sacra Mineira, Música do Brasil Colonial, Ouro de Minas e Acervo da Música Brasileira. O projeto Patrimônio Arquivístico-Musical Mineiro publicou um volume exclusivo com obras de "Jerônimo de Sousa" (v.2), sob direção de Paulo Castagna, que inclui um estudo de André Cardoso sobre os integrantes da Família Sousa Lobo. Algumas dessas obras foram difundidas em projetos como História da Música Brasileira e Alma Latina.

## Composições

### Missas e música sacra
- Antífona para Corpus Christi
- Antífona Salve Sancte Pater para a Novena de São Francisco de Assis
- O Patriarcha Pauperum, para a Novena de São Francisco de Assis, hymne
- 3 Credos em Ré
- 3 Ladainhas em Dó
- 2 Ladainhas em Si bemol
- Matinas de Santissimo Antônio
- Novena de Nossa Senhora do Carmo
- Responsórios de São Francisco de Paula
- Setenário de Nossa Senhora das Dores

#### Ofícios daSemana Santa
- Ofício para 5ª Feira Santa
- Ofício para 6ª Feira Santa
- Ofício para Sábado Santo

## Link externo
- Patrimônio Arquivístico-Musical Mineiro
- História da Música Brasileira
- Acervo da música Brasileira / Restauração e Difusão de Partituras
- Alma Latina: música das Américas sob domínio europeu
- Museu da Música de Mariana
- Biografia